# Frans Eemil Sillanpää
Frans Eemil Sillanpää (født 16. september 1888, død 3. juni 1964) var en finsk forfatter. Han er regnet som en af de største stemmer i finsk litteratur, og er en af de bedst kendte forfattere fra Finland. Han er den eneste finne, der har fået Nobelprisen i litteratur.

## Liv
Frans Eemil Sillanpää var født i Tavastkyro i Birkaland i det sydvestlige i Finland, som yngste barn i husmandsfamilien Koskinen. Han tog senere navnet Sillanpää. Forældrene havde oplevet misvækst og nød, og af deres børn overlevede kun Frans Eemild. Trods fattigdommen formåede de at sende ham i skole i Tampere, og i 1908 begyndte han at studere medicin ved universitetet i Helsingfors (Helsinki). Her blev han ven med malerne Eero Järnefelt og Pekka Halonen, komponisten Jean Sibelius og forfatteren Juhani Aho. Han blev interesseret i kulturelle og ideologiske strømninger, og tog ungfinske, anti-svenske og nationalromantiske ideer til sig. Sillanpää læste og lod sig påvirke af biologen Ernst Haeckel, digteren Maurice Maeterlinck og forfatterne Knut Hamsun og August Strindberg. Senere blev han tilhænger af Osvald Spenglers tanke, om at samfund går igennem livscykluser, på samme måde som planter. I studieårene begyndte han også at drikke store mængder af spiritus, hvilket senere gav ham problemer med alkoholisme.
I 1913 flyttede Sillanpää tilbage til sin hjemby for at skrive og drive landbrug. Han skrev noveller og artikler for aviser, som Uusi Suometar, blandt andet rejsebreve fra Sverige og Danmark.
Forfattardebuten kom i 1916 med bogen Elämä ja aurinko ('Livet og solen'). Romanen Hurskas kurjuus ('Den fromme elendighet') udkom i 1919. Det bedst kende værk fra hans hånd er Nuorena nukkunut ('Sovna som ung', oms. som 'Silja') fra 1931, som blev internationalt kendt og gjorde, at mange litterater og forfattere rundt om i verden mente, at han fortjente Nobelprisen. I 1939 fik Sillanpää nobelprisen i litteratur for sin forståelse af finske bønder og den kunstneriske måde han havde skildret bondelivet og deres tilhørsforhold til naturen. 
Hans sidste bog, Ihmiselon ihanuus ja kurjuus ('Det søde og forfærdelige menneskeliv', 1945), var en delvis selvbiografisk roman, præget af det tungsind Sillanpää følte senere i livet. Efter krigen skrev han ikke mere skjønlitteratur, men blev en kendt radiostemme.
Sillanpää var gift to gange, med Sigrid Maria Salomäki, som han fik otte barn med, og efter hendes død i 1939 en kort tid med Anna Armia von Herzen. Han døde i Helsinki.
Asteroiden 1446 Sillanpää, som blev opdaget af en finsk astronom i 1938, er opkaldt efter han.

## Værk
Sillanpää er blevet kaldt en romantisk forfatter, men han skildrede også realistiske figurer fra den vestfinske bondekultur. Samtidig som hans værk spejlede en verden, hvor mennesker var tandhjul i et biologisk maskineri, var de også præget af psykologisk analyse, naturstemninger og kærlighed.
Flere af hans bøger er filmatiseret, blandt andet Ihmiset suviyössä ('Mennesker i sommernatten', 1948), Silja - nuorena nukkunut (1956) og Ihmiselon ihanuus ja kurjuus (1988).